# Otylia Jędrzejczak
Otylia Jędrzejczak (sinh ngày 13 tháng 12 năm 1983) là một vận động viên bơi lội người Ba Lan. Cô là nhà vô địch Thế vận hội Mùa hè 2004 nội dung 200 mét bơi bướm. Cô đã cán đích ở vị trí thứ tư tại Olympic mùa Hè năm 2008 thế Vận hội ở Bắc kinh, và cũng đã tham gia vào mùa Hè năm 2000, thế Vận hội ở Sydney. Ở Athens năm 2004 cô cũng nhận huy chương bạc trong nội dung 400 mét tự do và 100 mét bơi bướm. Ba lần, cô đã phá kỷ lục thế giới nội dung 200 mét bơi bướm nữ (một lần trong hồ bơi 25 mét).
Jędrzejczak sinh ra tại Ruda Śląska, Śląskie. Cô bắt đầu bơi năm sáu tuổi với mong muốn chữa bệnh cong cột sống. Lúc đầu, cô ghét môn thể thao này. Thái độ của cô đối với môn thể thao này bắt đầu thay đổi sau khi cô đã đoạt giải nhất ở giải tại Đức năm tám tuổi. Cô bắt đầu tập luyện bơi nghiêm túc khi học trung học. Với sự hướng dẫn của huấn luyện viên Maria Jakóbik, cô giành danh hiệu đầu tiên tại Giải vô địch trẻ châu Âu năm 1999. Huy chương tại giải vô địch châu Âu năm 1999 và 2000 mở ra con đường tới Thế vận hội đầu tiên.
Jędrzejczak học tại Viện Giáo dục thể chất Warzsawa (Akademia Wychowania Fizycznego w Warszawie). Huấn luyện viên của cô là Paweł Słomiński.
Nhờ cô thành tích thể thao, cô đã nhận được: 
 Huân chương Thập tự Polonia Restituta (hạng 5) vào năm 2004.

## Đỉnh cao nghề nghiệp
- Năm 1999, cô giành chức vô địch bơi bướm 100 mét và 200 mét trong Giải vô địch trẻ châu Âu ở Moscow và một huy chương đồng 200 mét bơi bướm trong Giải vô Địch châu Âu Cấp cao ở Istanbul.
- Năm 2000, cô đoạt huy chương vàng nội dung 200 mét bơi bướm và huy chương bạc 100 mét bơi bướm Giải vô địch châu Âu ở Helsinki.
- Trong Thế vận hội mùa hè, cô đạt vị trí thứ 5 nội dung 200 mét bơi bướm.
- Vào năm 2001, cô cán đích thứ hai nội dung 100 mét bơi bướm tại Giải vô Địch thế Giới ở Hokkaido.
- Ngày 4 tháng 8 năm 2002 cô lập một kỷ lục thế giới mới trong 200 m bướm với thời gian của 2:05.78 tại Giải vô địch châu Âu ở Berlin. Ngoại trừ danh hiệu 200 mét, cô còn giành huy chương bạc ở nội dung 100 mét bơi bướm.
- Trong Giải vô Địch thế Giới năm 2003 ở Barcelona cô cán đích đầu tiên nội dung 200 mét bơi bướm và thứ hai nội dung 100 mét bơi bướm.
- Trong Giải vô Địch châu Âu năm 2004 ở Madrid cô đã bảo vệ thành công danh hiệu mà chính cô đạt được trước đó nội dung 200 mét bơi bướm bướm và vị trí thứ ba nội dung 100 mét bơi bướm.
- Trong Thế vận hội mùa Hè năm 2004 cô nhận 3 huy chương gồm : huy chương bạc nội dung 400 mét tự do và 100 mét bơi bướm, huy chương vàng tại 200 mét bơi bướm. Huy chương sau này là huy chương vàng Olympic đầu tiên của Ba Lan ở môn bơi lội. Con số này ngang bằng với số huy chương giành được trong các kỳ Thế vận hội Olympic của cô với vận động viên huyền thoại người Ba Lan Irena Szewińska.
- Sau chiến thắng huy chương đồng trong 100 mét bơi bướm trong năm 2005 tại Giải vô Địch thế Giới ở Montreal, Jędrzejczak đã bảo vệ được danh hiệu của mình ở nội dung 200 mét bướm vào ngày 29 tháng 7 năm 2005. Trong trận chung kết, cô cải thiện kỷ lục thế giới của chính mình với thời gian 2:05,61 để đánh bại Jessicah Schipper người Úc chỉ 0,04 giây. Sau cuộc đua, người ta tranh cãi rằng Jędrzejczak chỉ chạm vào bức tường đích bằng một tay (với video quay lại xác nhận ), mà theo quy định của Liên đoàn Bơi lội Quốc tế sẽ căn cứ để tự động bị loại. Nhưng vì điều này không được ban giám khảo chú ý và không có khiếu nại nào được nộp trong vòng 30 phút kể từ cuộc đua nên kết quả của cô đã được chấp thuận.
- Trong mùa hè năm 2005 cô giành ba huy chương vàng tại Summer Universiade ở Izmir.
- Trong Giải vô địch châu Âu năm 2006 ở Budapest cô một lần nữa bảo vệ danh hiệu 200 m bướm và giành chiến thắng ở nội dung 200 mét tự do. Cùng với các đồng đội của mình, cô đã giành huy chương bạc ở nội dung tiếp sức tự do 4 × 200 mét.
- Vào ngày 13 tháng 12 năm 2007, vào sinh nhật lần thứ 24 của mình, Jędrzejczak đã phá kỷ lục thế giới ở nội dung 200 mét bơi bướm nữ (đường ngắn) với thời gian 2:03.53.

## Đấu giá Huy chương vàng Olympic
Jędrzejczak có được huy chương vàng Olympic nhờ thành tích xuất sắc ở 1/4 cuối cùng của cự ly 200 mét, giúp cô vượt qua Petria Thomas người Úc, người dẫn đầu cuộc đua hơn 150 mét.
Sau cuộc đua, Jędrzejczak tiết lộ rằng trong cuộc thử nghiệm trước Thế vận hội ở Athens vào tháng 6, cô đã tuyên bố rằng nếu giành được huy chương vàng tại Thế vận hội, cô sẽ bán đấu giá nó và trao số tiền thu được cho một tổ chức từ thiện giúp đỡ trẻ em mắc bệnh bạch cầu.
Kết quả của cuộc đấu giá trên mạng được công bố vào ngày 19 tháng 12 năm 2004 với Victoria Cymes, một công ty thực phẩm Ba Lan, là người trả giá cao nhất với 257.550 zlotys (khoảng 82.437 USD). Số tiền đã được chuyển cho Phòng khám Ung thư và Huyết học của Bệnh viện Nhi đồng Wrocław.

## Tai nạn và thử nghiệ
m
Vào ngày 1 tháng 10 năm 2005, cô bị thương trong một vụ tai nạn xe hơi khiến anh trai 19 tuổi của cô, Szymon, thiệt mạng. Chiếc Chrysler 300C HEMI 2005 mà cô đang lái đã đâm thẳng vào một cái cây sau khi cố gắng vượt một số xe tải đường dài với tốc độ quá cao trong điều kiện thời tiết xấu nhưng bất thành.
Cô đã bị xét xử vì một vụ tai nạn dẫn đến cái chết của một hành khách. Các công tố viên ban đầu đề xuất với Jędrzejczak một thỏa thuận dẫn đến mức án 2 năm tù treo. Jędrzejczak từ chối thỏa thuận và mạnh mẽ yêu cầu được trắng án, nói rằng cô đã bị trừng phạt đủ bởi cái chết của anh trai mình. Phiên tòa xét xử cô bắt đầu vào tháng 2 năm 2007 trước Tòa án quận ở Płońsk, gần nơi xảy ra vụ tai nạn. Cô bị kết tội và bị kết án 9 tháng quản chế, trong đó cô phải thực hiện 30 giờ phục vụ cộng đồng mỗi tháng. Cô cũng bị mất bằng lái xe trong 1 năm. Cả bên công tố và Jędrzejczak đều kháng cáo lên Tòa án khu vực ở Płock, tòa giữ nguyên phán quyết.
Trong phiên tòa, bên công tố nhấn mạnh sự thật rằng Jędrzejczak là một người lái xe thiếu kinh nghiệm và việc cô lái xe vào thời điểm xảy ra vụ tai nạn chết người là liều lĩnh. Người bào chữa cho rằng có sự khác biệt trong lời khai của nhân chứng vụ tai nạn và chỉ trích ý kiến của các chuyên gia đánh giá nguyên nhân vụ tai nạn.
Liên quan đến người chịu trách nhiệm về hội đồng tai nạn, Tadeusz Wolfowicz tuyên bố rằng khách hàng của anh ta (Jędrzejczak) không cảm thấy tội lỗi khi gây ra vụ tai nạn, trong khi luật sư khác của cô ấy là Jakub Wende tuyên bố rằng "Việc một vụ tai nạn xảy ra không thể được coi là khách hàng của tôi có lỗi".
Thái độ của cô trong quá trình xét xử dẫn đến sự tha hóa của rất nhiều người hâm mộ từ chối của cô. Vào năm 2006, cô trở lại sự nghiệp bơi lội và thi đấu giải vô Địch châu Âu ở Budapest, vị trí đầu tiên nội dung 200 mét tự do và 200 mét bơi bướm và vị trí thứ hai trong 4×200 m tiếp sức. Trong năm 2007, cô  thiết lập kỷ lục thế giới  200 mét bơi bướm ở Marseille, nhưng sau đó, ở Melbourne, cô ấy đã về đích thứ ba trong bài cạnh tranh  200 mét bơi bướm, và ở Eindhoven trong năm 2008, cô đã không đủ điều kiện cho cuộc đua cuối cùng trong cả 100 m và 200 mét bơi bướm.
Mặc dù Jędrzejczak và cả huấn luyện viên của cô Paweł Słomiński nói rằng tại Eindhoven kết quả "chỉ là một tai nạn", năm 2008 mùa Hè thế Vận hội lại chứng minh khác. Jędrzejczak, người có ba huy chương Olympic bốn năm trước đó, đến Bắc kinh chỉ để đạt được vị trí thứ 9 trong 200 mét tự do và một thảm họa khi đạt hạng 17 tại 100 mét bơi bướm. Cô hy vọng cho một huy chương  yêu thích của cô 200 mét bướm, nhưng cô ấy không hoàn thiện, và chỉ có vị trí thứ 4.
Sau khi trở về từ Bắc kinh, Jędrzejczak tuyên bố trong một cuộc phỏng vấn có thể cô sẽ bỏ sự nghiệp như một vận động viên chuyên nghiệp.
Tuy nhiên, Jędrzejczak đủ điều kiện cho Olympics 2012 nội dung 100 mét và 200 mét bướm. Cô đạt thời gian 59.31 trong 100 mét nhiệt, và không được vào bán kết.

## Giải vô địch thế giới
- Năm 2001 thế Giới dưới nước vô Địch: huy chương bạc trong 100 mét bướm
- 2003 thế Giới dưới nước vô Địch: huy chương bạc trong 100 mét bướm
- 2003 thế Giới dưới nước vô Địch: huy chương vàng trong 200 mét bướm
- 2005 thế Giới dưới nước vô Địch: huy chương đồng 100 mét bướm
- 2005 thế Giới dưới nước vô Địch: huy chương vàng trong 200 mét bướm
- 2007 thế Giới dưới nước vô Địch: huy chương bạc trong 400 mét tự do
- 2007 thế Giới dưới nước vô Địch: huy chương đồng 200 mét bướm